# 755
| [ Edytuj tabelę ]          |                                               |
| Król Asturii               | - 739 Alfons I 757                            |
| Cesarz Bizancjum           | - 741 Konstantyn V Kopronim 775               |
| Chan Bułgarii              | - 753 Winech 760                              |
| Cesarz Chin                | - 712 Tang Xuanzong 756                       |
| Król Essexu                | - 746 Swithred 758                            |
| Król Franków               | - 751 Pepin Krótki 768                        |
| Cesarz Japonii             | - 749 Kōken 758                               |
| Kalif                      | - 754 Al-Mansur 775                           |
| Patriarcha Konstantynopola | - 754 Konstantyn II 766                       |
| Król Longobardów           | - 749 Aistulf 756                             |
| Król Mercji                | - 716 Aethelbald 757                          |
| Król Nortumbrii            | - 737 Eadbert 758                             |
| Papież                     | - 752 Stefan II (III) 757                     |
| Doża Wenecji               | - 742 Teodato Ipato 755 - 755 Gaulo Galla 756 |
| Król Wessexu               | - 740 Cuthred 756                             |

Rok 755 / DCCLV
stulecia: VII wiek ~
VIII wiek ~
IX wiek

lata: 745 «
750 «
751 «
752 «
753 «
754 «
755
» 756
» 757
» 758
» 759
» 760
» 765

## Wydarzenia
- 16 grudnia – w Chinach wybuchła rebelia pod wodzą An Lushana skierowana przeciwko władcom z dynastii Tang.
- Darowizna Pepina – początek Państwa Kościelnego

## Urodzili się
- Xingshan Weikuan, chiński mistrz chan szkoły hongzhou, uczeń mistrza chan Mazu Daoyi.

## Zmarli
- Nanyang Huizhong – chiński mistrz chan (ur. 675)